# Alessandro Abbondanza
Alessandro Abbondanza (Napels, 8 januari 1949) is een Italiaans voetballer die speelde als aanvaller.

## Carrière
Abbondanza speelde zijn spelersloopbaan voornamelijk bij Napoli. Verder speelde hij nog bij enkele kleinere clubs in de regio van de hiel van de Laars. Hij speelde ook nog even in Canada bij Toronto Blizzard. Hierna zou hij nog twee ploegen trainen, ASD Ischia Isolaverde en Sorrento.